# Matamat
Matamat är en ö i Marshallöarna.   Den ligger i kommunen Namorik, i den sydvästra delen av Marshallöarna, 400 km väster om huvudstaden Majuro. Arean är 1,1 kvadratkilometer.
Terrängen på Matamat är mycket platt. Öns högsta punkt är 22 meter över havet. Den sträcker sig 1,3 kilometer i nord-sydlig riktning, och 1,8 kilometer i öst-västlig riktning.